# Kesme, Divriği
Kesme là một xã thuộc huyện Divriği, tỉnh Sivas, Thổ Nhĩ Kỳ. Dân số thời điểm năm 2011 là 183 người.